# Chavarriella porcius
Chavarriella porcius är en fjärilsart som beskrevs av William Schaus 1912. Chavarriella porcius ingår i släktet Chavarriella och familjen mätare. Inga underarter finns listade i Catalogue of Life.